# Analyt
Een analyt is de te bepalen stof of grootheid in een chemische analyse. Het woord is een overzetting uit het Engels (analyte). In het Engels wordt niet alleen het gehalte van een component bedoeld.
Als het woord analyt op een stof slaat, zit deze stof vaak in een matrix, dat is het omringende materiaal van het monster. Als in een laboratorium het gehalte cafeïne in koffie wordt gemeten, is de cafeïne de analyt en de koffie eromheen de matrix.